# Idrijski žlikrofi
Idrijski žlikrofi so slovenska jed z Idrijskega, narejena iz rezančevega testa s krompirjevim nadevom in značilno obliko. Priprava poteka po tradicionalnem receptu, ki je bil opisan v sredini 19. stoletja, natančen izvor jedi pa zaradi pomanjkanja zgodovinskih virov ni znan. Pripravljajo se kot predjed, priloga k mesnim jedem ali samostojna jed, zabeljena z ocvirki. Tipična idrijska priloga je t. i. bakalca, omaka iz jagnjetine in zelenjave.
Poimenovanje 'žlikrof' izhaja iz koroške nemščine, saj na Koroškem beseda 'Schlikkrapfen' predstavlja žlikrofom podobno jed. Slednja izvira iz 'Schlittkrapfen', ki je sestavljenka iz nemškega glagola 'schlitten', 'drseti' in 'Krapfen', 'krof', 'zavit v testo'.

## Zajamčena tradicionalna posebnost
Idrijski žlikrofi so prva slovenska jed, ki je bila januarja 2010 zaščitena na ravni Evropske unije kot »zajamčena tradicionalna posebnost«. Proizvodnja geografsko ni omejena, vsi izdelovalci in restavracije, ki želijo ponujati jed pod tem imenom, pa morajo biti certificirani.